# Olga de Haas

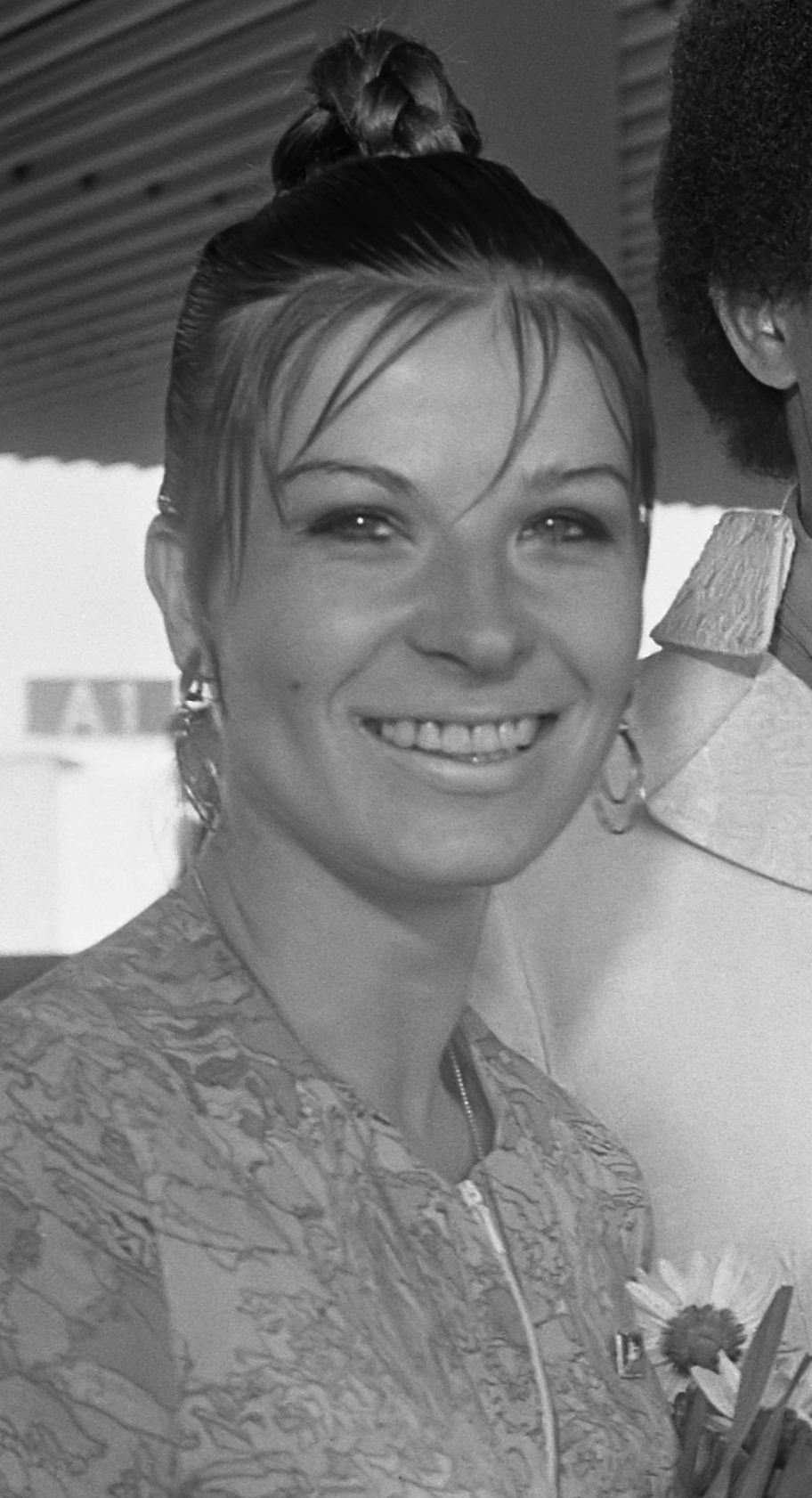
Olga de Haas, 1969

Olga Gerharda Alida de Haas (geboren 9. September 1944 in Amsterdam; gestorben 1. September 1978 ebenda) war eine niederländische Tänzerin.

## Leben

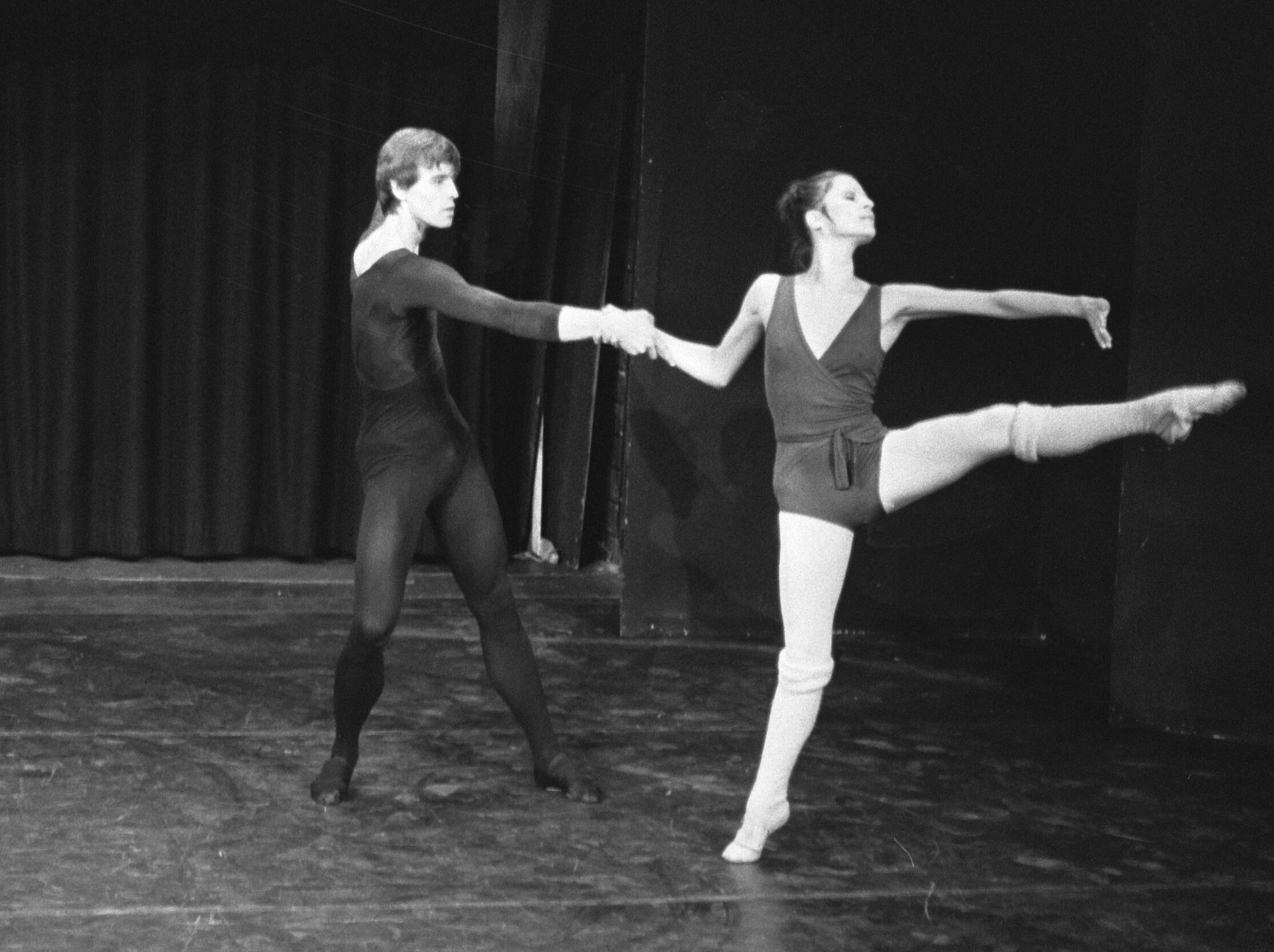
Olga de Haas, 1975

Olga de Haas wurde am 9. September 1944 in Amsterdam geboren. Sie war die Tochter des Bankangestellten Albertus Jacobus de Haas (1910–1999) und Gerharda Hillegonda Lambers (1909–?). Sie war das jüngste von drei Kindern und hatte den Bruder Bert und die Schwester Hilegonda. Sie war eine gute Schülerin und ab einem Alter von acht Jahren ging sie jede Woche zur Rhythmischen Sportgymnastik. Auf Anraten ihres Gymnastiklehrers nahm sie klassischen Ballettunterricht bei Sonia Gaskell. Sie schickte Olga de Haas, als sie 11 Jahre alt war, in eine Klasse für begabte Schüler, dafür bekam sie jeden Morgen schulfrei. 1956 wurde de Haas zur Ballettausbildung am Königlichen Konservatorium in Den Haag zugelassen, wo sie auch die weiterführende Schule besuchte. Gaskell war jetzt künstlerische Leiterin des Niederländischen Balletts in Den Haag und Olga de Haas fuhr fast jeden Tag mit ihr im Auto zurück nach Amsterdam.
Im Alter von 16 Jahren schloss sie ihre Ausbildung am Konservatorium ab und wurde Aspirantin beim niederländischen Ballett. Ihm trat sie 1961 bei. Sie debütierte 1964 als jüngste Solistin aller Zeiten. De Telegraaf schrieb über ihren Auftritt in La Bayadère, die während des Holland Festivals aufgeführt wurde: „Sie tanzte leicht wie eine Fee und war berührt von ihrer ätherischen Persönlichkeit.“ De Haas wurde zum Publikumsliebling und erhielt große Aufmerksamkeit in der Presse. Sie wurde als der aufstrebende Star des Nationalballetts beschrieben. Regelmäßig trat sie im Fernsehen auf, nahm an Modenschauen teil und besuchte Filmpremieren. Olga de Haas wurde zu einer der bedeutendsten Solistinnen des Nationalballetts. Sie tanzte große Rollen und glänzte in den romantischen Balletten Schwanensee (1965) und Giselle (1966). Das klassische Repertoire lag ihr sehr, Kritiker lobten auch sehr ihre Leistung in modernen Choreografien, beispielsweise in Grone Tafel von Kurt Joges. Sie trat außerdem in Tanzfilmen auf, beispielsweise in Van tijd tot tijd (1968). De Haas reiste für ihre Arbeit viel und trat neben den Niederlanden in Theatern in und außerhalb Europas auf.
Sie zog 1966 Zuhause aus und lebte im Amsterdamer Kinkerbuurt. Kurz darauf wohnte sie beim Barkeeper Ger Ploeger. Sie tauchte ins Nachtleben ein und trank regelmäßig Alkohol. Gleichzeitig arbeitete sie hart. De Haas tat alles, um ihr Körpergewicht so gering wie möglich zu halten. Vor einem Auftritt aß sie kaum: „Wenn ich zu viel wiege, kann mich mein Partner nicht einmal hochheben.“ „Ich muss so leicht wie möglich sein, das ist der Job.“ Dadurch entwickelte sie eine Magersucht. Sie beeinträchtigte zusammen mit dem Alkoholgenuss ihre Gesundheit. Darunter litt zunehmend auch ihr Auftritt auf der Bühne. Sie erhielt nicht mehr bloße Bewunderung und musste Ende der sechziger Jahre akzeptieren, dass sie nicht mehr der unumstrittene Star war. Die weibliche Hauptrolle in Rudi van Dantzigs Romeo und Julia im Jahr 1967 erhielt eine andere Tänzerin. Doch es gab auch Erfolge. Am 6. April 1696 sang sie die Titelrolle der Giselle mit Rudolf Nurejew als Partner. Später im selben Jahr tanzte sie in George Balanchines Apollon Musagète, erneut mit Nurejew. 1969 erreichte sie mit einem Pas de deux mit dem Amerikaner Sylvester Campbell das Finale eines renommierten internationalen Ballettwettbewerbs für junge Tänzer in Moskau.
Nachdem Olga de Haas im Juli 1970 einen Auftritt absagen musste, weil sie plötzlich ihre Arme nicht mehr bewegen konnte, war sie fast sechs Monate im Krankenhaus. Grund war eine „völlige Erschöpfung“. Ihre Beziehung zu Ploeger endete in dem Jahr. Nachdem sie sich Anfang 1971 erholt hatte, trat sie mit dem Nationalballett „De wonderbaarlijke mandarijn“ auf und später in De blauwe vogel (1972) und De schone slaapster (1972). Nach einer Reihe kurzer Affären heiratete sie 1973 den Fußballspieler Gerard Schoonewille. Die Ehe scheiterte nach nur sieben Monaten. Die Sensationspresse berichtete ausführlich über ihr Liebesleben, ihren Alkoholkonsum und die Hungerkuren, die sie sich selbst auferlegte. Ende 1974 begann De Haas eine Beziehung mit dem Amsterdamer Sportarzt Geert Simonsz, mit dem sie bis 1977 zusammenlebte. Simonsz half ihr, mehr Regelmäßigkeit in ihr Leben zu bringen, doch aufgrund ihrer Magersucht und der Alkoholsucht war sie trotzdem mehrmals im Krankenhaus.
Die Hauptrolle im Ballett Romeo und Julia tanzte sie dann im Sommer 1975. Das Theaterpublikum war von ihrer Darbietung zu Tränen gerührt und ihr Auftritt wurde gelobt, doch die Kritiker urteilten gnadenlos über ihre Technik: „Diese Julia kam bei den Sprüngen nicht vom Boden auf, konnte kaum ein Bein heben, hatte keine Kontrolle über ihre Armbewegungen, war ständig in prekärem Gleichgewicht auf den Spitzen und ließ die in diesem Ballett so wichtigen Bourrées wie einen verherrlichten Stolperstein aussehen.“ Im Dezember 1975 wurde sie erneut für einige Monate ins Krankenhaus eingeliefert. Nach ihrer Entlassung begann sie wieder mit dem Training, doch Auftritte waren nicht mehr möglich. Anfang 1978 verschlechterte sich ihr Gesundheitszustand rapide. Sie wurde monatelang im Wilhelminagasthuis behandelt, konnte sich jedoch nicht erholen. Am 1. September 1978 starb die ehemalige Primaballerina Olga de Haas im Alter von 33 Jahren.

## Ehrungen
Olga de Haas gilt noch immer als eine der größten Ballerinas der Niederlande. 1980 wurde in der Ehrengalerie der Stadsschouwburg Amsterdam ein von Diana Vandenberg gemaltes Porträt von ihr als Weiße Schwanenprinzessin enthüllt. Rudi van Dantzig schrieb einen Nachruf auf Olga de Haas. Der Tod von De Haas führte zu einer umfassenden Untersuchung von Essstörungen bei Tänzern und brach damit das Tabu dieses Themas innerhalb ihres Berufsstandes.